# 陕西黄河集团
陕西黄河集团前身是「国营黄河机器制造厂」（国营第七八六厂），黄河机器制造厂是中国第一个五年计划期间156项重点工程之一，中国和苏联签订了协议，由苏联援助建设炮瞄雷达制造厂，于1958年建成投产，并试制成功中国第一部炮瞄雷达。黄河机器制造厂主要致力于生产炮瞄雷达、地空制导雷达、侦察校射雷达等电子军事装备，以研制一系列地空导弹红旗二号制导站/红旗12制导站/红旗22制导站著名。2004年成立陕西黄河集团。隶属于陕西电子信息集团。
改革开放之后，1984年黄河彩电生产线开工投产，曾经以制造「黄河牌彩电」著名，甚至当时的国务院总理赵紫阳之子赵大军也倒卖黄河牌彩电。
到1995年，生产经营一度陷入困境。
2009年起，陕西黄河集团进入新能源行业，投资光伏产品生产线。